# رود ارزین
رود ارزین (به لاتین: Erzin) یک رود در روسیه است که در تووا واقع شده‌است.